# 中華民國109年全民運動會龍舟比賽
中華民國109年全民運動會龍舟比賽區分公開組及女子組，共產生六面金牌
，賽事於109年10月17日至10月21日在花蓮縣鯉魚潭風景區舉行。

在全民運動會籌備會、中華民國龍舟協會指導下，由中華民國龍舟協會負責龍舟競賽各項技術工作。

## 比賽指導單位
中華民國龍舟協會

## 競賽資訊[a 1]

### 大會日期
中華民國 109 年 10 月 17 日（星期六）至 22 日（ 星期四）。

### 比賽日程
109 年 10 月 10 月 17 日（星期六）至 10 月 21 日（星期三）計 5 天。

### 比賽場地
花蓮縣鯉魚潭風景區（花蓮縣壽豐鄉池南村潭南）。

### 比賽項目
| 項目              |
| ----------------- |
| （一） 直道競速。 |
| （二） 龍舟拔河。 |

### 比賽時程
| 日期     | 組別                   | 項目                   |
| -------- | ---------------------- | ---------------------- |
| 10月17日 | 選手裝備檢驗與賽前練習 | 選手裝備檢驗與賽前練習 |
| 10月18日 | 公開組                 | 100M賽事、頒獎         |
| 10月19日 | 公開組、女子組         | 200M賽事、頒獎         |
| 10月20日 | 公開組、女子組         | 500M賽事、頒獎         |
| 10月21日 | 公開組                 | 龍舟拔河賽程、頒獎     |

## 裁判名單[a 1]
| 職務             | 姓名                        |
| ---------------- | --------------------------- |
| 審判委員兼召集人 | 陳明雄                      |
| 審判委員         | 張至滿 張兆鴻 馮建堂 古基煌 |
| 裁 判 長         | 林必寧                      |
| 副裁判長         | 張程鈞 柯政良               |
| 檢錄主任         | 芳淯                        |
| 檢錄裁判         | 玉秀 吳政輝 夏淑玲 陳慶勳   |
| 船管主任         | 楊景琳                      |
| 船管裁判         | 吳俊德 高進豐 黃全榮        |
| 起點主任         | 梁國興                      |
| 起點裁判         | 黃正友 陳辛泰 盧翰宇 林顯仁 |
| 航道主任         | 許峻源                      |
| 航道裁判         | 洪大郎 蔡雅婷 鍾招豪 張 財  |
| 終點主任         | 郭展宏                      |
| 計時裁判         | 李德水 黃仲凌               |
| 記錄裁判         | 謝昌運 孫慶德               |

## 決賽成績列表[a 2]
| 序 | 單位   | 比賽項目                  | 姓名 | 成績       | 備註 | 名次 | 組別   | 種類 | 日期     |
| 1  | 花蓮縣 | 公開組龍舟100公尺直道競速 | 周恩平 周智偉 陳宗 鍾祈恩 余浩俊 陳國銘 呂恩 林聖儒 吳俊傑 徐丞瑋 李晟溢 陳昱瑋 莊英杰 陳子賢 吳陳柏 吳承旻                | 00：32.346 |      | 1    | 公開組 | 龍舟 | 10月18日 |
| 2  | 桃園市 | 公開組龍舟100公尺直道競速 | 鄭志堅 曾祥軒 黃子剛 羅維麒 李紹暘 林益宏 高思偉 孫國翔 周育慶 張凱皓 莊承軒 温清翔 黃智傑 呂學德 呂昆諺 鄭安喆            | 00：33.746 |      | 2    | 公開組 | 龍舟 | 10月18日 |
| 3  | 臺東縣 | 公開組龍舟100公尺直道競速 | 陳周岳弘 陳周宗儒 吳韋憫 林誠 蒲建成 蕭玴傑 趙軒德 謝長益 張勝瑝 郭俊頡 張昊 羅佩旻 林旻昱 林旻昊 陳胡華 陳玟君            | 00：33.750 |      | 3    | 公開組 | 龍舟 | 10月18日 |
| 4  | 臺北市 | 公開組龍舟100公尺直道競速 | 汪易緯 翁琝森 翁强森 曾睿騰 翁杰森 林子祐 張智堯 李時禎 洪祐煌 洪愉荏 段彥宇 林雍傑 闕于哲 高祥恩 翁江瑋 周廷葑            | 00：34.066 |      | 4    | 公開組 | 龍舟 | 10月18日 |
| 5  | 南投縣 | 公開組龍舟100公尺直道競速 | 汪明輝 林佑恩 黃宜凱 林則軒 陳冠晟 溫邦澤 陳鼎元 李漢城 謝竹勝 莊秉翰 鍾旻澔 曾永祥 江宥霖 陳柏霖 陳昱安 白宇誠            | 00：35.149 |      | 5    | 公開組 | 龍舟 | 10月18日 |
| 6  | 高雄市 | 公開組龍舟100公尺直道競速 | 謝祖耀 江士偉 王字葳 徐孟瑜 盧榮燦 林柏易 陳建霖 吳品綻 王字安 權學成 陳建舟 黃德峯 劉明政 張騏勝 潘詩涵 周瑞鴻            | 00：35.341 |      | 6    | 公開組 | 龍舟 | 10月18日 |
| 7  | 宜蘭縣 | 公開組龍舟100公尺直道競速 | 鄭宇平 潘政君 謝振中 楊坤樹 陳郁松 簡佑宏 康德明 吳宜益 陳永勝 吳逸峰 葉麟慶 曾靖傑 游庭瑄 游浩瀚 吳聖杰 黃挺嘉            | 00：35.473 |      | 7    | 公開組 | 龍舟 | 10月18日 |
| 8  | 新北市 | 公開組龍舟100公尺直道競速 | 陳從瑋 顏鈿 張定為 黃立仁 侯宇陽 呂冠霖 潘政宏 謝耀弘 陳意承 潘建銘 郭柏昀 楊臣哲 陳緯鴻 徐偉誠 黃俊銘 陳冠宇              | 00：35.521 |      | 8    | 公開組 | 龍舟 | 10月18日 |
| 9  | 花蓮縣 | 公開組龍舟200公尺直道競速 | 周恩平 周智偉 陳宗 鍾祈恩 余浩俊 陳國銘 呂恩 林聖儒 吳俊傑 徐丞瑋 李晟溢 陳昱瑋 莊英杰 陳子賢 吳陳柏 吳承旻                | 01:05.640  |      | 1    | 公開組 | 龍舟 | 10月19日 |
| 10 | 臺北市 | 公開組龍舟200公尺直道競速 | 汪易緯 翁琝森 翁强森 曾睿騰 翁杰森 林子祐 張智堯 李時禎 洪祐煌 洪愉荏 段彥宇 林雍傑 闕于哲 高祥恩 翁江瑋 周廷葑            | 01:08.824  |      | 2    | 公開組 | 龍舟 | 10月19日 |
| 11 | 臺東縣 | 公開組龍舟200公尺直道競速 | 陳周岳弘 陳周宗儒 吳韋憫 林誠 蒲建成 蕭玴傑 趙軒德 謝長益 張勝瑝 郭俊頡 張昊 羅佩旻 林旻昱 林旻昊 陳胡華 陳玟君            | 01:09.272  |      | 3    | 公開組 | 龍舟 | 10月19日 |
| 12 | 桃園市 | 公開組龍舟200公尺直道競速 | 鄭志堅 曾祥軒 黃子剛 羅維麒 李紹暘 林益宏 高思偉 孫國翔 周育慶 張凱皓 莊承軒 温清翔 黃智傑 呂學德 呂昆諺 鄭安喆            | 01:09.392  |      | 4    | 公開組 | 龍舟 | 10月19日 |
| 13 | 南投縣 | 公開組龍舟200公尺直道競速 | 汪明輝 林佑恩 黃宜凱 林則軒 陳冠晟 溫邦澤 陳鼎元 李漢城 謝竹勝 莊秉翰 鍾旻澔 曾永祥 江宥霖 陳柏霖 陳昱安 白宇誠            | 01:10.092  |      | 5    | 公開組 | 龍舟 | 10月19日 |
| 14 | 高雄市 | 公開組龍舟200公尺直道競速 | 謝祖耀 江士偉 王字葳 徐孟瑜 盧榮燦 林柏易 陳建霖 吳品綻 王字安 權學成 陳建舟 黃德峯 劉明政 張騏勝 潘詩涵 周瑞鴻            | 01:10.420  |      | 6    | 公開組 | 龍舟 | 10月19日 |
| 15 | 新北市 | 公開組龍舟200公尺直道競速 | 陳從瑋 顏鈿 張定為 黃立仁 侯宇陽 呂冠霖 潘政宏 謝耀弘 陳意承 潘建銘 郭柏昀 楊臣哲 陳緯鴻 徐偉誠 黃俊銘 陳冠宇              | 01:11.040  |      | 7    | 公開組 | 龍舟 | 10月19日 |
| 16 | 宜蘭縣 | 公開組龍舟200公尺直道競速 | 鄭宇平 潘政君 謝振中 楊坤樹 陳郁松 簡佑宏 康德明 吳宜益 陳永勝 吳逸峰 葉麟慶 曾靖傑 游庭瑄 游浩瀚 吳聖杰 黃挺嘉            | 01:12.412  |      | 8    | 公開組 | 龍舟 | 10月19日 |
| 17 | 新北市 | 女子組龍舟200公尺直道競速 | 邱瑩萍 謝謦如 馬子媖 張文綝 張文馨 陳佳宜 楊秀穎 廖思惠 蕭雅文 蕭惠文 林宛宜 洪千雅 黃譯嫻 葉毓芬 周靖庭 邱珮真            | 01:23.285  |      | 1    | 女子組 | 龍舟 | 10月19日 |
| 18 | 臺北市 | 女子組龍舟200公尺直道競速 | 許珊華 梁慧伶 劉慧琪 白倩瑜 林依真 洪晨寒 汪慧琴 蔡雯晴 陳品錞 周汝娟 蕭又嘉 顔脩樺 梁芦芯 張羽青 朱采瀅                   |            |      | 2    | 女子組 | 龍舟 | 10月19日 |
| 19 | 桃園市 | 女子組龍舟200公尺直道競速 | 白巧宜 吳依璇 李怡儒 彼黛撒牧 林美鳳 洪誼柔 高沛伶 張巧柔 陳心霜 陳郁佩 曾詠凌 曾蘇惠珍 黃雅雯 葉嘉柔 簡辰芸 陳筠庭        | 01:24.645  |      | 3    | 女子組 | 龍舟 | 10月19日 |
| 20 | 屏東縣 | 女子組龍舟200公尺直道競速 | 黃亭瑋 張雅雯 巴雅琴 林曉敏 廖文慧 東哲欣 丁僅玲 施雅婷 陳予晴 麥秀萍 姚淑慧 董承安 阮錦瑤 劉慧慈 江雅彣 欹陸珂.阿薩欹嵐恩 | 01:25.905  |      | 4    | 女子組 | 龍舟 | 10月19日 |
| 21 | 臺中市 | 女子組龍舟200公尺直道競速 | 蕭凱亭 林祉妤 吳孟臻 陳雅婷 金潔儀 謝晴文 郭宜瑄 洪紫穎 林子馨 劉旻菁 沈楷茗 廖俐媞 陳凱琳 吳煥柔 魏子芸 張筑涵            | 01:26.340  |      | 5    | 女子組 | 龍舟 | 10月19日 |
| 22 | 花蓮縣 | 女子組龍舟200公尺直道競速 | 吳詩韻 張芷晨 芦滿霖 菈后·苡婭 江惠欣 陳昱希 劉玟彤 薛雅瑄 陳郁蓁 陳沁柔 林欣如 曾玉菁 杜佳柔 姚宛蓉                       | 01:26.868  |      | 6    | 女子組 | 龍舟 | 10月19日 |
| 23 | 宜蘭縣 | 女子組龍舟200公尺直道競速 | 許郁平 郭姵吟 林佳樺 林佳錡 賴至琪 潘秋菊 陳辰靉 吳軍慧 何思萱 陳曉雯 傅鈺婷 林家伊 李佳穎 范育甄 陳苡儒 張瓊丹            | 01:27.256  |      | 7    | 女子組 | 龍舟 | 10月19日 |
| 24 | 臺南市 | 女子組龍舟200公尺直道競速 | 劉妍廷 趙家慧 陳芋錂 方子慈 劉貴雅 林珈卉 方嘉伶 林佳旻 許婕 高逸雲 劉欣宜 林謙柔 吳汶蕙 蕭宜蓁 李盈萱 葉庭卉              | 01:29.048  |      | 8    | 女子組 | 龍舟 | 10月19日 |
| 25 | 花蓮縣 | 公開組龍舟500公尺直道競速 | 周恩平 周智偉 陳宗 鍾祈恩 余浩俊 陳國銘 呂恩 林聖儒 吳俊傑 徐丞瑋 李晟溢 陳昱瑋 莊英杰 陳子賢 吳陳柏 吳承旻                | 02：51.539 |      | 1    | 公開組 | 龍舟 | 10月20日 |
| 26 | 臺北市 | 公開組龍舟500公尺直道競速 | 汪易緯 翁琝森 翁强森 曾睿騰 翁杰森 林子祐 張智堯 李時禎 洪祐煌 洪愉荏 段彥宇 林雍傑 闕于哲 高祥恩 翁江瑋 周廷葑            | 02：54.347 |      | 2    | 公開組 | 龍舟 | 10月20日 |
| 27 | 桃園市 | 公開組龍舟500公尺直道競速 | 鄭志堅 曾祥軒 黃子剛 羅維麒 李紹暘 林益宏 高思偉 孫國翔 周育慶 張凱皓 莊承軒 温清翔 黃智傑 呂學德 呂昆諺 鄭安喆            | 02：58.491 |      | 3    | 公開組 | 龍舟 | 10月20日 |
| 28 | 臺東縣 | 公開組龍舟500公尺直道競速 | 陳周岳弘 陳周宗儒 吳韋憫 林誠 蒲建成 蕭玴傑 趙軒德 謝長益 張勝瑝 郭俊頡 張昊 羅佩旻 林旻昱 林旻昊 陳胡華 陳玟君            | 02：58.535 |      | 4    | 公開組 | 龍舟 | 10月20日 |
| 29 | 南投縣 | 公開組龍舟500公尺直道競速 | 汪明輝 林佑恩 黃宜凱 林則軒 陳冠晟 溫邦澤 陳鼎元 李漢城 謝竹勝 莊秉翰 鍾旻澔 曾永祥 江宥霖 陳柏霖 陳昱安 白宇誠            | 03：04.725 |      | 5    | 公開組 | 龍舟 | 10月20日 |
| 30 | 宜蘭縣 | 公開組龍舟500公尺直道競速 | 鄭宇平 潘政君 謝振中 楊坤樹 陳郁松 簡佑宏 康德明 吳宜益 陳永勝 吳逸峰 葉麟慶 曾靖傑 游庭瑄 游浩瀚 吳聖杰 黃挺嘉            | 03：05.729 |      | 6    | 公開組 | 龍舟 | 10月20日 |
| 31 | 新北市 | 公開組龍舟500公尺直道競速 | 陳從瑋 顏鈿 張定為 黃立仁 侯宇陽 呂冠霖 潘政宏 謝耀弘 陳意承 潘建銘 郭柏昀 楊臣哲 陳緯鴻 徐偉誠 黃俊銘 陳冠宇              | 03：10.497 |      | 7    | 公開組 | 龍舟 | 10月20日 |
| 32 | 屏東縣 | 公開組龍舟500公尺直道競速 | 陳毓汶 黃彥倫 呂森民 張溫宗 陳世鴻 邱志豪 洪基淵 陳其遠 利岳霖 連穎賢 王冠翔 董聖文 余佳憲 張仡迪 東晨 潘誠豪              | 03：14.869 |      | 8    | 公開組 | 龍舟 | 10月20日 |
| 33 | 新北市 | 女子組龍舟500公尺直道競速 | 邱瑩萍 謝謦如 馬子媖 張文綝 張文馨 陳佳宜 楊秀穎 廖思惠 蕭雅文 蕭惠文 林宛宜 洪千雅 黃譯嫻 葉毓芬                          | 03：25.475 |      | 1    | 女子組 | 龍舟 | 10月20日 |
| 34 | 桃園市 | 女子組龍舟500公尺直道競速 | 白巧宜 吳依璇 李怡儒 彼黛撒牧 林美鳳 洪誼柔 高沛伶 張巧柔 陳心霜 陳郁佩 曾詠凌 曾蘇惠珍 黃雅雯 葉嘉柔 簡辰芸 陳筠庭        | 03：29.919 |      | 2    | 女子組 | 龍舟 | 10月20日 |
| 35 | 臺北市 | 女子組龍舟500公尺直道競速 | 許珊華 梁慧伶 劉慧琪 白倩瑜 林依真 洪晨寒 汪慧琴 蔡雯晴 陳品錞 周汝娟 蕭又嘉 顔脩樺 梁芦芯 張羽青 朱采瀅                   | 03：30.323 |      | 3    | 女子組 | 龍舟 | 10月20日 |
| 36 | 宜蘭縣 | 女子組龍舟500公尺直道競速 | 許郁平 郭姵吟 林佳樺 林佳錡 賴至琪 潘秋菊 陳辰靉 吳軍慧 何思萱 陳曉雯 傅鈺婷 林家伊 李佳穎 范育甄 陳苡儒 張瓊丹            | 03：39.359 |      | 4    | 女子組 | 龍舟 | 10月20日 |
| 37 | 屏東縣 | 女子組龍舟500公尺直道競速 | 欹陸珂.阿薩欹嵐恩 黃亭瑋 張雅雯 巴雅琴 林曉敏 廖文慧 東哲欣 丁僅玲 施雅婷 陳予晴 麥秀萍 姚淑慧 董承安 阮錦瑤 劉慧慈 江雅彣 | 03：42.631 |      | 5    | 女子組 | 龍舟 | 10月20日 |
| 38 | 臺南市 | 女子組龍舟500公尺直道競速 | 劉妍廷 趙家慧 陳芋錂 方子慈 劉貴雅 林珈卉 方嘉伶 林佳旻 許婕 高逸雲 劉欣宜 林謙柔 吳汶蕙 蕭宜蓁 李盈萱                     | 03：46.747 |      | 6    | 女子組 | 龍舟 | 10月20日 |
| 39 | 花蓮縣 | 女子組龍舟500公尺直道競速 | 吳詩韻 張芷晨 芦滿霖 菈后·苡婭 江惠欣 陳昱希 劉玟彤 薛雅瑄 陳郁蓁 陳沁柔 林欣如 曾玉菁 杜佳柔 姚宛蓉                       | 03：46.955 |      | 7    | 女子組 | 龍舟 | 10月20日 |
| 40 | 臺中市 | 女子組龍舟500公尺直道競速 | 蕭凱亭 林祉妤 吳孟臻 陳雅婷 金潔儀 謝晴文 郭宜瑄 洪紫穎 林子馨 劉旻菁 沈楷茗 廖俐媞 陳凱琳 吳煥柔 魏子芸 張筑涵            | 03：50.515 |      | 8    | 女子組 | 龍舟 | 10月20日 |
| 41 | 花蓮縣 | 公開組龍舟拔河            | 周恩平 周智偉 陳宗 鍾祈恩 余浩俊 陳國銘 呂恩 林聖儒 吳俊傑 徐丞瑋 李晟溢 陳昱瑋 莊英杰 陳子賢 吳陳柏 吳承旻                |            |      | 1    | 公開組 | 龍舟 | 10月21日 |
| 42 | 高雄市 | 公開組龍舟拔河            | 謝祖耀 江士偉 王字葳 徐孟瑜 盧榮燦 林柏易 陳建霖 吳品綻 王字安 權學成 陳建舟 黃德峯 劉明政 張騏勝 潘詩涵 周瑞鴻            |            |      | 2    | 公開組 | 龍舟 | 10月21日 |
| 43 | 臺北市 | 公開組龍舟拔河            | 汪易緯 翁琝森 翁强森 曾睿騰 翁杰森 林子祐 張智堯 李時禎 洪祐煌 洪愉荏 段彥宇 林雍傑 闕于哲 高祥恩 翁江瑋 周廷葑            |            |      | 3    | 公開組 | 龍舟 | 10月21日 |
| 44 | 臺東縣 | 公開組龍舟拔河            | 陳周岳弘 陳周宗儒 吳韋憫 林誠 蒲建成 蕭玴傑 趙軒德 謝長益 張勝瑝 郭俊頡 張昊 羅佩旻 林旻昱 林旻昊 陳胡華 陳玟君            |            |      | 4    | 公開組 | 龍舟 | 10月21日 |
| 45 | 宜蘭縣 | 公開組龍舟拔河            | 鄭宇平 潘政君 謝振中 楊坤樹 陳郁松 簡佑宏 康德明 吳宜益 陳永勝 吳逸峰 葉麟慶 曾靖傑 游庭瑄 游浩瀚 吳聖杰 黃挺嘉            |            |      | 5    | 公開組 | 龍舟 | 10月21日 |
| 46 | 新北市 | 公開組龍舟拔河            | 陳從瑋 顏鈿 張定為 黃立仁 侯宇陽 呂冠霖 潘政宏 謝耀弘 陳意承 潘建銘 郭柏昀 楊臣哲 陳緯鴻 徐偉誠 黃俊銘 陳冠宇              |            |      | 6    | 公開組 | 龍舟 | 10月21日 |
| 47 | 桃園市 | 公開組龍舟拔河            | 鄭志堅 曾祥軒 黃子剛 羅維麒 李紹暘 林益宏 高思偉 孫國翔 周育慶 張凱皓 莊承軒 温清翔 黃智傑 呂學德 呂昆諺 鄭安喆            |            |      | 7    | 公開組 | 龍舟 | 10月21日 |
| 48 | 彰化縣 | 公開組龍舟拔河            | 黃炳憲 黃柏翰 謝秉諺 施泓輝 洪聖傑 王勝賓 黃柄瀚 林冠廷 黃建誠 黃椿𩃀 張日銘 邱明東 許富鈞 李英豪 黃憲峰 粘詠淳            |            |      | 8    | 公開組 | 龍舟 | 10月21日 |

(成績結果以中華民國109年全民運動會大會公佈為主，本成績僅供參考)

### 官方資料
1. 1 2 3  （繁體中文） (PDF). 109年全民運動會籌備處.   [2021-02-14]. （原始内容存档 (PDF)于2020-10-27）.
2. ↑  （繁體中文）.   [2020-10-24]. （原始内容存档于2020-10-28）.
3. ↑  （繁體中文）. 2020-10-18  [2020-10-18]. （原始内容存档于2020-10-26）.
4. ↑  （繁體中文）. 2020-10-19  [2020-10-19]. （原始内容存档于2020-10-26）.
5. ↑  （繁體中文）. 2020-10-19  [2020-10-19]. （原始内容存档于2020-10-27）.
6. ↑  （繁體中文）. 2020-10-20  [2020-10-20]. （原始内容存档于2020-10-27）.
7. ↑  （繁體中文）. 2020-10-20  [2020-10-20]. （原始内容存档于2020-10-26）.
8. ↑  （繁體中文）. 2020-10-21  [2020-10-21]. （原始内容存档于2020-10-27）.

### 新聞報導
1. ↑  . 109年全民運動會. 2020-10-16  [2020-10-16]. （原始内容存档于2020-10-24）.

## 外部連結
- （繁體中文）109年全民運動會官方網站 （页面存档备份，存于）